# Theloderma gordoni
Theloderma gordoni es una especie de anfibio anuro de la familia Rhacophoridae. Habita en el norte de Tailandia, norte de Laos, sur de China y centro y norte de Vietnam. También es probable que se encuentre en el este de Myanmar y este de Camboya. Habita en bosques montanos entre los 600 y los 1500 metros de altitud, sobre todo en zonas kársticas. Se reproduce en agujeros en árboles y en depresiones kársticas llenas de agua.
No se encuentra en peligro de extinción pero sus poblaciones y hábitats están siendo afectados por la deforestación causada por la expansión agrícola.